# Erencyrtus notialis
Erencyrtus notialis är en stekelart som beskrevs av Prinsloo och Mynhardt 1982. Erencyrtus notialis ingår i släktet Erencyrtus och familjen sköldlussteklar. Inga underarter finns listade i Catalogue of Life.